# Wiktor Tołkin
Wiktor Tołkin (geboren 21. Februar 1922 in Tołkacze; gestorben 7. Mai 2013 in Danzig) war ein polnischer Architekt und Bildhauer.

## Leben und Werk

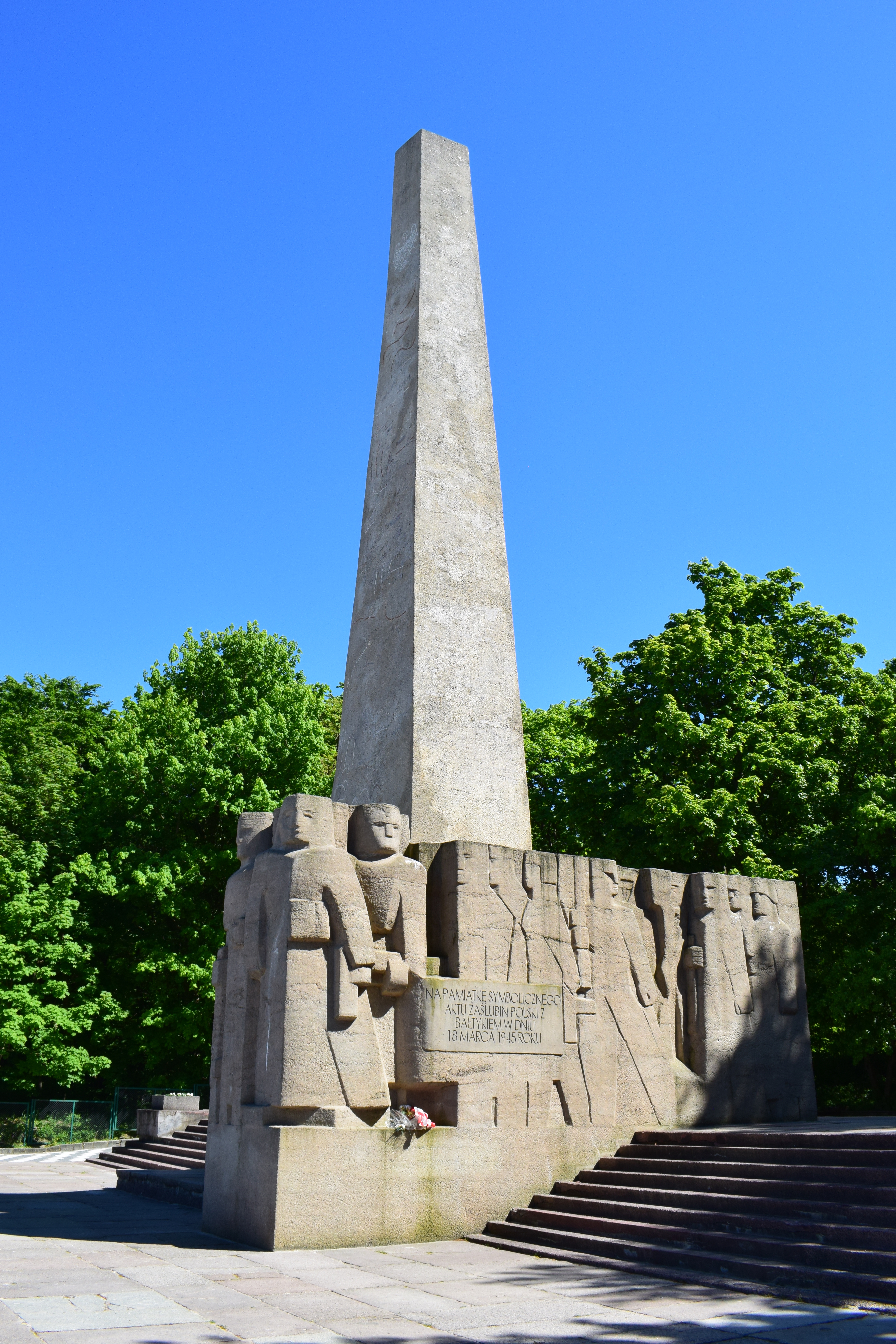
Denkmal der Vermählung Polens mit dem Meer in Kołobrzeg

Tołkin verbrachte während des Zweiten Weltkriegs viele Jahre in Gefangenschaft, unter anderem ab 8. November 1942 im KZ Auschwitz sowie im Stammlager X B, aus dem er im Februar 1944 befreit wurde. Er studierte nach dem Krieg an der Technischen Universität Danzig und an der Akademie der Schönen Künste Danzig. Zunächst arbeitete er als Architekt, später widmete er sich der Kunst. Er hatte sein Atelier an der Frauengasse in der Rechtstadt.
Er schuf zahlreiche Mahnmale, unter anderem im KZ Stutthof und das Denkmal des Widerstands und des Märtyrertums in Majdanek. Auch das Denkmal der Vermählung Polens mit dem Meer in Kołobrzeg wurde von ihm entworfen.
Er ist auf dem Srebrzysko-Friedhof in Danzig beigesetzt.